# Hannah Robertson
Pour les articles homonymes, voir Robertson.
Hannah Robertson, née le 11 novembre 2004, est une nageuse sud-africaine.

## Carrière
Hannah Robertson remporte aux Championnats d'Afrique de natation 2021 à Accra la médaille d'or sur 4 × 100 mètres nage libre, sur 4 × 200 mètres nage libre et sur 4 × 100 mètres quatre nages. Elle dispute également les courses juniors dans cette compétition, remportant l'or sur 100, 200 et 400 mètres nage libre, sur 4 x 200 m nage libre, sur 4 x 100 m nage libre mixte et sur 4 x 100 mètres quatre nages mixte ainsi que l'argent sur 4 x 100 m nage libre et sur 4 × 100 mètres quatre nages.